# TRS-80 Model 100
TRS-80 Model 100 是一台在1983年推出的可移动计算机。它是最早的笔记本式计算机之一，其特点是拥有键盘和液晶显示器，可电池供电和形状像一本笔记本或一本大书。